# Urolophus gigas
Urolophus gigas är en rockeart som beskrevs av Scott 1954. Urolophus gigas ingår i släktet Urolophus och familjen Urolophidae. IUCN kategoriserar arten globalt som livskraftig. Inga underarter finns listade i Catalogue of Life.